# Operacja „Y”, czyli przypadki Szurika
Operacja „Y”, czyli przypadki Szurika (tyt. oryg. Операция «Ы» и другие приключения Шурика, Operacija "Y" i drugije prikliuczenija Szurika) – radziecka komedia slapstickowa z 1965 roku, w reżyserii Leonida Gajdaja.
Film składa się z trzech samodzielnych opowieści, których głównym bohaterem jest student Szurik. Akcja filmu rozgrywa się w Moskwie i Zareczensku. Film Operacja "Y", czyli przypadki Szurika był najczęściej oglądanym w ZSRR filmem w 1965 roku.

## Fabuła
W opowieści „Pomocnik” (Напарник) Szurik w miejskim autobusie wdaje się w awanturę z chuliganem Fiedią, który nie chce ustąpić miejsca ciężarnej kobiecie. Fiedia zostaje ukarany przez milicję na karę 15 dób aresztu administracyjnego; aresztanci codziennie są kierowani na roboty przymusowe. Fiedia trafia na budowę, gdzie kierownik przydziela go do pomocy Szurikowi, który tam dorabia. W czasie przerwy obiadowej dochodzi do konfliktu między Szurikiem a Fiedią, który zaczyna pogoń za Szurikiem po budowie. Sprytniejszy Szurik ośmiesza ciężkiego i niezdarnego Fiedię, używając do jego obezwładnienia dostępnych na budowie materiałów; na końcu Szurik chłoszcze rózgami Fiedię. Następnego dnia Fiedia wyraża gotowość do każdej ciężkiej i brudnej pracy, byle tylko nie trafić z powrotem na budowę. Fiedia mdleje, kiedy dowiaduje się, że ma przed sobą jeszcze 14 dni pracy z Szurikiem.
Akcja opowieści „Obsesja” (Наваждение, dosłownie „Ułuda”) rozgrywa się w Moskwie, w czasie letniej sesji egzaminacyjnej. Szurik desperacko poszukuje notatek z egzaminów i dostrzega je u jadącej wraz z koleżanką tramwajem studentki Lidy. Oboje są całkowicie zaaferowani czytaniem notatek. Lida, przekonana, że towarzyszy jej koleżanka, przychodzi wraz z Szurikiem do swojego mieszkania, gdzie uczą się, jedzą i przygotowują do egzaminu, nadal się nie zauważając. Po zdaniu egzaminów Szurik poznaję Lidę poprzez swojego kolegę. Zachwycony dziewczyną udaje się razem z nią do mieszkania, które wydaje mu się dziwnie znajome, co Lida i Szurik próbują wytłumaczyć zdolnościami telepatycznymi.
W opowieści „Operacja Y” (Операция „Ы“) dyrektor magazynu chce ukryć swoje malwersacje i wynajmuje trzech opryszków (Kiep, Tchórz, Bywalec), aby dokonali włamania i wyrządzili jak najwięcej zniszczeń w magazynie by upozorować kradzież brakujących towarów. Mają jeszcze za zadanie obezwładnić starą strażniczkę, pilnującą magazynu. Jednak w tym dniu strażniczka, która wynajmuje pokój Szurikowi, prosi go, aby ją zastąpił. Rabusiom nie udaje się uśpić Szurika chusteczką nasączoną chloroformem i dochodzi do walki między Szurikiem a trzema napastnikami, przy użyciu dostępnych przedmiotów, w tym instrumentów muzycznych. Po pokonaniu rabusiów Szurik przypadkiem korzysta z chusteczki z chloroformem. Przybyła na miejsce strażniczka zastaje rabusiów śpiących razem z Szurikiem.

## Nagrody
Jedna z części filmu pt. Obsesja (Наваждение), jako dzieło samodzielne, została wyróżniona w 1965 na Festiwalu Filmów Krótkometrażowych w Krakowie nagrodą Srebrnego Smoka Wawelskiego za wysoki poziom pracy reżysera i aktorów, którzy w komediowej formie ukazują fragment z życia współczesnej studenckiej młodzieży.

## Obsada
- Aleksandr Diemjanienko – Szurik
- Aleksiej Smirnow – Fiedia (część „Pomocnik”)
  - nabywca na bazarze (część „Operacja Y”)
- Władimir Basow – milicjant (część „Pomocnik”)
- Emmanuil Gieller – pasażer (część „Pomocnik”)
- Rina Zielona – sąsiadka Szurika w autobusie (część „Pomocnik”)
- Wiktor Uralski – robotnik na budowie (część „Pomocnik”)
- Michaił Pugowkin – dyrektor budowy (część „Pomocnik”)
- Walentina Bierezucka – dziewczyna w ciąży (część „Pomocnik”)
- Natalja Sielezniowa – Lida (część „Obsesja”)
- Swietłana Agiejewa – babcia-świadek (część „Pomocnik”)
- Władimir Rautbart – profesor (część „Obsesja”)
- Wiktor Pawłow – Dub (część „Obsesja”)
- Walerij Nosik – student (część „Obsesja”)
- Gieorgij Gieorgiu – sąsiad z obwiązaną szyją (część „Obsesja”)
- Jurij Nikulin – Kiep (część „Operacja Y”)
- Gieorgij Wicyn – Tchórz (część „Operacja Y”)
- Jewgienij Morgunow – Bywalec (część „Operacja Y”)
- Tatiana Gradowa – strażniczka (część „Operacja Y”)
- Władimir Władisławski – dyrektor bazy (część „Operacja Y”)